# Android Pie
Android P és la pròxima versió del sistema operatiu Android. Google el va anunciar per primera vegada el 7 de març de 2018; Es va publicar la primera vista prèvia per a desenvolupadors el mateix dia. La segona vista prèvia, considerada beta, va ser llançada el 8 de maig de 2018. La tercera vista prèvia, anomenada Beta 2, va ser llançada el 6 de juny de 2018. La quarta vista prèvia, anomenada Beta 3, va ser llançada el 2 de juliol de 2018.

## Característiques
- Nova interfície d'usuari per al menú de configuració ràpida.[6]
- El rellotge s'ha mogut a l'esquerra de la barra de notificacions.[7]
- El "moll" ara té un fons semitransparent.[7]
- El protector de la bateria ja no mostra una superposició taronja a les barres d'estat i de notificació.[6]
- S'ha afegit un botó de "captura de pantalla" a les opcions d'apagat.[7]
- Les barres de desplaçament del volum s'han reduït i s'han mogut al costat dret del telèfon.[7]
- S'ha afegit un editor de captures de pantalla integrat.[6]